# Nogent-le-Roi
Nogent-le-Roi är en kommun i departementet Eure-et-Loir i regionen Centre-Val de Loire strax norr om centrala Frankrike. Kommunen ligger i kantonen Nogent-le-Roi som tillhör arrondissementet Dreux. År 2022 hade Nogent-le-Roi 4 023 invånare.

## Befolkningsutveckling
Antalet invånare i kommunen Nogent-le-Roi
Referens:INSEE